# B-3 (bazowy środek pływający)
B-3 – barka paliwowa Marynarki Wojennej, służąca do przechowywania i transportu paliwa.  
Barka została zbudowana wg. projektu BPZ-500A/MW w 1988 roku, w 2021 roku przeszła remont.Jednostka służy w składzie 8 Flotylli Obrony Wybrzeża w ramach 12 Wolińskiego Dywizjonu Trałowców w Świnoujściu.